# DM i landevejscykling 2025 – Linjeløb (herrer)
Herrernes linjeløb ved DM i landevejscykling 2025 blev afholdt søndag den 29. juni 2025 i og omkring Aalborg i forbindelse med DM-ugen. Det var den 92. udgave af danmarksmesterskabet siden den første udgave i 1897. Det 202 km lange linjeløb med en samlet stigning på 1.609 m havde start ved Slotspladsen og Honnørkajen og målstreg på Limfjordsbroen.
Løbet blev en stor triumf for Lidl-Trek da holdets tre ryttere tog sig af første, anden og fjerdepladsen. Søren Kragh Andersen vandt for første gang i karrieren det danske mesterskab, da han kørte alene over målstregen med et forspring på 35 sekunder til holdkammerat Mads Pedersen. Soudal Quick-Steps Casper Pedersen kom ind to sekunder efter Mads P, og tog sig af bronzemedaljen. Yderlige 20 sekunder senere kom 18-årige Albert Withen Philipsen ind på fjerdepladsen.

## Ruten
Efter starten var gået skulle rytterne over Limfjordsbroen og fortsatte mod nord og Store Vildmose. Da feltet havde kørt igennem Nørresundby og ramte Vestbjerg, drejede de mod vest hvor de ramte Nørhalne. Her stak de kursen mod nord og kørte vest om Brønderslev, inden Thise og Thise Bakker kom. Derfra skulle feltet mod øst, hvor de skulle igennem Serritslev og bakkerne nord for Jerslev. Efter Brønden og Flauenskjold, kom Knøsen (107 m.o.h.), hvor rytterne skulle over tre gange på en mindre rundstrækning nord for Dronninglund. Da feltet var kommet igennem Dronninglund, var retningen mod vest, syd om Hjallerup, igennem Grindsted og Sulsted, inden de igen ramte Vestbjerg, og kørte af samme ruten tilbage mod Nørresundby og Aalborg, hvor der ventede fem omgange på en rundstrækning, og ti passager af Limfjordsbroen, inden målstregen kom på selve broen.

## Resultat
| \| Samlede stilling \| Samlede stilling \| Samlede stilling \| Samlede stilling \| Samlede stilling \| \| Rytter \| Rytter \| Hold \| Tid \| \| \| ---------------- \| ----------------------- \| ------------------------------- \| ---------------- \| ---------------- \| \| 1. \| Søren Kragh Andersen \| Lidl-Trek \| 4t 29' 37" \| \| \| 2. \| Mads Pedersen \| Lidl-Trek \| + 25" \| \| \| 3. \| Casper Pedersen \| Soudal Quick-Step \| + 27" \| \| \| 4. \| Albert Withen Philipsen \| Lidl-Trek \| + 59" \| \| \| 5. \| Henrik Breiner Pedersen \| Uno-X Mobility \| + 1' 00" \| \| \| 6. \| Kasper Asgreen \| EF Education-EasyPost \| + 1' 45" \| \| \| 7. \| Rasmus Søjberg Pedersen \| Decathlon-AG2R La Mondiale \| + 2' 01" \| \| \| 8. \| Carl-Frederik Bévort \| Uno-X Mobility \| + 2' 03" \| \| \| 9. \| Julius Johansen \| UAE Team Emirates XRG \| + 2' 19" \| \| \| 10. \| Niklas Larsen \| BHS-PL Beton Bornholm \| + 2' 37" \| \| \| 11. \| Morten Nørtoft \| ColoQuick \| + 2' 54" \| \| \| 12. \| Anthon Charmig \| XDS Astana Team \| + 3' 08" \| \| \| 13. \| Andreas Kron \| Uno-X Mobility \| + 3' 31" \| \| \| 14. \| Asbjørn Hellemose \| Team Jayco AlUla \| + 3' 57" \| \| \| 15. \| Theodor Clemmensen \| Red Bull-Bora-Hansgrohe Rookies \| + 3' 58" \| \| \| 16. \| Mads Andersen \| Airtox-Carl Ras \| + 4' 18" \| \| \| 17. \| Robin Juel Skivild \| Cykling Odense \| + 4' 20" \| \| \| 18. \| Joshua Gudnitz \| ColoQuick \| + 4' 20" \| \| \| 19. \| Mads Würtz Schmidt \| Randers Cykleklub \| + 4' 21" \| \| \| 20. \| Alexander Kamp \| Intermarché-Wanty \| + 4' 31" \| \| |                         |                                 |            |
| |                         |                                 |            |
| Kilder: ProCyclingStats Cycling Quotient |                         |                                 |            |
| Samlede stilling |                         |                                 |            |
| Rytter | Rytter                  | Hold                            | Tid        |
| 1. | Søren Kragh Andersen    | Lidl-Trek                       | 4t 29' 37" |
| 2. | Mads Pedersen           | Lidl-Trek                       | + 25"      |
| 3. | Casper Pedersen         | Soudal Quick-Step               | + 27"      |
| 4. | Albert Withen Philipsen | Lidl-Trek                       | + 59"      |
| 5. | Henrik Breiner Pedersen | Uno-X Mobility                  | + 1' 00"   |
| 6. | Kasper Asgreen          | EF Education-EasyPost           | + 1' 45"   |
| 7. | Rasmus Søjberg Pedersen | Decathlon-AG2R La Mondiale      | + 2' 01"   |
| 8. | Carl-Frederik Bévort    | Uno-X Mobility                  | + 2' 03"   |
| 9. | Julius Johansen         | UAE Team Emirates XRG           | + 2' 19"   |
| 10. | Niklas Larsen           | BHS-PL Beton Bornholm           | + 2' 37"   |
| 11. | Morten Nørtoft          | ColoQuick                       | + 2' 54"   |
| 12. | Anthon Charmig          | XDS Astana Team                 | + 3' 08"   |
| 13. | Andreas Kron            | Uno-X Mobility                  | + 3' 31"   |
| 14. | Asbjørn Hellemose       | Team Jayco AlUla                | + 3' 57"   |
| 15. | Theodor Clemmensen      | Red Bull-Bora-Hansgrohe Rookies | + 3' 58"   |
| 16. | Mads Andersen           | Airtox-Carl Ras                 | + 4' 18"   |
| 17. | Robin Juel Skivild      | Cykling Odense                  | + 4' 20"   |
| 18. | Joshua Gudnitz          | ColoQuick                       | + 4' 20"   |
| 19. | Mads Würtz Schmidt      | Randers Cykleklub               | + 4' 21"   |
| 20. | Alexander Kamp          | Intermarché-Wanty               | + 4' 31"   |

## Hold og ryttere
| UCI WorldTeams (11)- Alpecin-Deceuninck - Decathlon AG2R La Mondiale Team - EF Education-EasyPost - Intermarché-Wanty - Lidl-Trek - Movistar Team - Soudal Quick-Step - Team Jayco AlUla - Team Picnic-PostNL - UAE Team Emirates XRG - XDS Astana Team UCI ProTeams (4)- Lotto - Tudor Pro Cycling Team - Unibet Tietema Rockets - Uno-X Mobility UCI Kontinentalhold (16)- Airtox-Carl Ras - Bike Aid - Decathlon AG2R La Mondiale Development Team - EF Education-Aevolo - Hagens Berman Jayco - Li Ning Star - Lidl-Trek Future Racing - ColoQuick - Team Give Steel-2M Cycling Elite - Lotto-Kern Haus PSD Bank - Team Novo Nordisk Development - Terengganu Cycling Team - XDS Astana Development Team - BHS-PL Beton Bornholm - Red Bull-Bora-Hansgrohe Rookies - XSpeed United Continental DCU Elite Teams (5)- CeramicSpeed Aros Forsikring Herning CK Elite - Aalborg-Sparekassen Danmark - Reffen Tscherning Elite Cycling - CO:PLAY-Giant Store - Team Cranks Amatørcykelhold (2)- Rostese Giant ASD - ASD Swatt Club Regional- og klubhold (22)- Amager Cykle Ring - ARBÖ MiKo PV ON-Fahrrad - CC Villeneuve Saint-Germain - Esbjerg Cykle Ring - Herning Cykle Klub - Hjólreiðafélag Reykjavíkur - Hvidovre Cykle Klub - Lyngby Cycle Club - Randers Cykleklub - Torres-Sobato - Aalborg Cykle-Ring - Cycling Club Hillerød - Cykle Klubben Aarhus - Cykling Odense - Holbæk Cykelsport - Holstebro Cykle Club - Mountainbike Club Vejle - Thy Cykle Ring - Salto Cycling Club - Breakaway Cycling Club - Team Cycling Ringsted - Go Fast Turn Left |
| |

### Startliste
| Decathlon-AG2R La Mondiale DAT | Decathlon-AG2R La Mondiale DAT | Decathlon-AG2R La Mondiale DAT |
| ------------------------------ | ------------------------------ | ------------------------------ |
| Nr.                            | Rytter                         | Placering                      |
| 1                              | Rasmus Søjberg Pedersen (DEN)  | 7.                             |

| EF Education-EasyPost EFE      | EF Education-EasyPost EFE | EF Education-EasyPost EFE |
| ------------------------------ | ------------------------- | ------------------------- |
| Nr.                            | Rytter                    | Placering                 |
| 2                              | Kasper Asgreen (DEN)      | 6.                        |
| 3                              | Michael Valgren (DEN)     | 22.                       |
| Sportsdirektør: Matti Breschel |                           |                           |

| Lidl-Trek LTK                                    | Lidl-Trek LTK              | Lidl-Trek LTK |
| ------------------------------------------------ | -------------------------- | ------------- |
| Nr.                                              | Rytter                     | Placering     |
| 4                                                | Mads Pedersen (DEN)        | 2.            |
| 5                                                | Albert Withen Philipsen    | 4.            |
| 6                                                | Søren Kragh Andersen (DEN) | 1.            |
| Sportsdirektør: Kim Andersen, Sebastian Andersen |                            |               |

| Intermarché-Wanty IWA | Intermarché-Wanty IWA | Intermarché-Wanty IWA |
| --------------------- | --------------------- | --------------------- |
| Nr.                   | Rytter                | Placering             |
| 7                     | Alexander Kamp (DEN)  | 20.                   |

| XDS Astana Team XAT | XDS Astana Team XAT  | XDS Astana Team XAT |
| ------------------- | -------------------- | ------------------- |
| Nr.                 | Rytter               | Placering           |
| 8                   | Anthon Charmig (DEN) | 12.                 |

| UAE Team Emirates XRG UAD | UAE Team Emirates XRG UAD    | UAE Team Emirates XRG UAD |
| ------------------------- | ---------------------------- | ------------------------- |
| Nr.                       | Rytter                       | Placering                 |
| 9                         | Mikkel Norsgaard Bjerg (DEN) | 25.                       |
| 10                        | Julius Johansen (DEN)        | 9.                        |

| Team Picnic-PostNL TPP | Team Picnic-PostNL TPP     | Team Picnic-PostNL TPP |
| ---------------------- | -------------------------- | ---------------------- |
| Nr.                    | Rytter                     | Placering              |
| 11                     | Tobias Lund Andresen (DEN) | DNS                    |

| Team Jayco AlUla JAY | Team Jayco AlUla JAY          | Team Jayco AlUla JAY |
| -------------------- | ----------------------------- | -------------------- |
| Nr.                  | Rytter                        | Placering            |
| 12                   | Christopher Juul-Jensen (DEN) |                      |
| 13                   | Anders Foldager (DEN)         |                      |
| 14                   | Asbjørn Hellemose (DEN)       | 14.                  |

| Soudal Quick-Step SOQ | Soudal Quick-Step SOQ | Soudal Quick-Step SOQ |
| --------------------- | --------------------- | --------------------- |
| Nr.                   | Rytter                | Placering             |
| 15                    | Casper Pedersen (DEN) | 3.                    |

| Alpecin-Deceuninck ADC | Alpecin-Deceuninck ADC      | Alpecin-Deceuninck ADC |
| ---------------------- | --------------------------- | ---------------------- |
| Nr.                    | Rytter                      | Placering              |
| 16                     | Johan Price-Pejtersen (DEN) |                        |

| Movistar Team MOV | Movistar Team MOV       | Movistar Team MOV |
| ----------------- | ----------------------- | ----------------- |
| Nr.               | Rytter                  | Placering         |
| 17                | Mathias Norsgaard (DEN) |                   |

| Uno-X Mobility UXM                 | Uno-X Mobility UXM            | Uno-X Mobility UXM |
| ---------------------------------- | ----------------------------- | ------------------ |
| Nr.                                | Rytter                        | Placering          |
| 18                                 | Henrik Breiner Pedersen (DEN) | 5.                 |
| 19                                 | William Blume Levy (DEN)      |                    |
| 20                                 | Simon Dalby (DEN)             | 34.                |
| 21                                 | Carl-Frederik Bévort (DEN)    | 8.                 |
| 22                                 | Rasmus Bøgh Wallin (DEN)      |                    |
| 23                                 | Magnus Cort (DEN)             | 21.                |
| 24                                 | Andreas Kron (DEN)            | 13.                |
| Sportsdirektør: Christian Andersen |                               |                    |

| Unibet Tietema Rockets RKT | Unibet Tietema Rockets RKT | Unibet Tietema Rockets RKT |
| -------------------------- | -------------------------- | -------------------------- |
| Nr.                        | Rytter                     | Placering                  |
| 25                         | Andreas Stokbro (DEN)      | 28.                        |
| 26                         | Sebastian Nielsen (DEN)    |                            |

| Tudor Pro Cycling Team TUD | Tudor Pro Cycling Team TUD     | Tudor Pro Cycling Team TUD |
| -------------------------- | ------------------------------ | -------------------------- |
| Nr.                        | Rytter                         | Placering                  |
| 27                         | Sebastian Kolze Changizi (DEN) | 31.                        |

| Lotto LOT | Lotto LOT            | Lotto LOT |
| --------- | -------------------- | --------- |
| Nr.       | Rytter               | Placering |
| 28        | Jonas Gregaard (DEN) | DNS       |

| ColoQuick TCQ                    | ColoQuick TCQ                | ColoQuick TCQ |
| -------------------------------- | ---------------------------- | ------------- |
| Nr.                              | Rytter                       | Placering     |
| 29                               | Otto Schultz Jølving         | 30.           |
| 30                               | Mads Bertram Kristensen      |               |
| 31                               | Malte Hellerup (DEN)         |               |
| 32                               | Tore Troelsen (DEN)          |               |
| 33                               | Magnus Lorents Nielsen (DEN) |               |
| 34                               | Tobias Aagaard Hansen (DEN)  |               |
| 35                               | Nikolaj Ankerstjerne Klausen | DNS           |
| 36                               | Morten Nørtoft (DEN)         | 11.           |
| 37                               | Tobias Svarre (DEN)          |               |
| 38                               | Conrad Haugsted (DEN)        |               |
| 39                               | Joshua Gudnitz (DEN)         | 18.           |
| 40                               | Emil Toudal (DEN)            |               |
| 41                               | Adam Holm Jørgensen (DEN)    | DNS           |
| 42                               | Anders Vos Sørensen (DEN)    |               |
| Sportsdirektør: Christian Moberg |                              |               |

| BHS-PL Beton Bornholm BPC | BHS-PL Beton Bornholm BPC     | BHS-PL Beton Bornholm BPC |
| ------------------------- | ----------------------------- | ------------------------- |
| Nr.                       | Rytter                        | Placering                 |
| 43                        | Niklas Larsen (DEN)           | 10.                       |
| 44                        | Marcus Sander Hansen (DEN)    | 26.                       |
| 45                        | Emil Schandorff Iwersen (DEN) | 35.                       |
| 46                        | Daniel Stampe (DEN)           |                           |
| 47                        | Martin Toft Madsen (DEN)      |                           |
| 48                        | Andreas Aidel Brixen (DEN)    |                           |
| 49                        | Asger Røjbek Sørensen (DEN)   |                           |
| 50                        | Andreas Krogh Jensen          |                           |
| 51                        | Victor Grue Enggaard (DEN)    |                           |
| 52                        | Victor Johannsen              |                           |
| 53                        | Martin Szokody                |                           |
| 54                        | Boas Lysgaard (DEN)           |                           |
| 55                        | Mikkel Øritsland (DEN)        |                           |
| 56                        | Jacob Schebye                 |                           |

| Airtox-Carl Ras GSH                          | Airtox-Carl Ras GSH           | Airtox-Carl Ras GSH |
| -------------------------------------------- | ----------------------------- | ------------------- |
| Nr.                                          | Rytter                        | Placering           |
| 57                                           | Matias Malmberg (DEN)         |                     |
| 58                                           | Nikolaj Mengel (DEN)          |                     |
| 59                                           | Lucas Toftemark               |                     |
| 60                                           | Emil Nymand Nielsen           |                     |
| 61                                           | Hugo Rishøj                   |                     |
| 62                                           | Alfred Kongstad               |                     |
| 63                                           | Frederik Bjørn Sørensen (DEN) |                     |
| 64                                           | Oliver Søndergaard (DEN)      |                     |
| 65                                           | Mads Andersen (DEN)           | 16.                 |
| 66                                           | Stian Rosenlund Richter (DEN) | DNS                 |
| 67                                           | Magnus Bak Klaris (DEN)       | 24.                 |
| 68                                           | Alexander Arnt Hansen (DEN)   |                     |
| 69                                           | Mathias Larsen (DEN)          |                     |
| Sportsdirektør: Claus Pedersen, Jakob Egholm |                               |                     |

| ARBÖ MiKo PV ON-Fahrrad ___ | ARBÖ MiKo PV ON-Fahrrad ___      | ARBÖ MiKo PV ON-Fahrrad ___ |
| --------------------------- | -------------------------------- | --------------------------- |
| Nr.                         | Rytter                           | Placering                   |
| 70                          | Frederik Winther Hulbæk Petersen |                             |
| 71                          | Karl-Erik Rosendahl              |                             |

| Red Bull-Bora-Hansgrohe Rookies RBC | Red Bull-Bora-Hansgrohe Rookies RBC | Red Bull-Bora-Hansgrohe Rookies RBC |
| ----------------------------------- | ----------------------------------- | ----------------------------------- |
| Nr.                                 | Rytter                              | Placering                           |
| 72                                  | Theodor Clemmensen                  | 15.                                 |

| Lidl-Trek Future Racing LTF                      | Lidl-Trek Future Racing LTF | Lidl-Trek Future Racing LTF |
| ------------------------------------------------ | --------------------------- | --------------------------- |
| Nr.                                              | Rytter                      | Placering                   |
| 73                                               | Patrick Frydkjær (DEN)      | 29.                         |
| 74                                               | Kristian Egholm (DEN)       |                             |
| 75                                               | Martin Pedersen (DEN)       |                             |
| Sportsdirektør: Kim Andersen, Sebastian Andersen |                             |                             |

| Li Ning Star LNS | Li Ning Star LNS      | Li Ning Star LNS |
| ---------------- | --------------------- | ---------------- |
| Nr.              | Rytter                | Placering        |
| 76               | Alexander Salby (DEN) |                  |

| Hagens Berman Jayco HBG | Hagens Berman Jayco HBG | Hagens Berman Jayco HBG |
| ----------------------- | ----------------------- | ----------------------- |
| Nr.                     | Rytter                  | Placering               |
| 77                      | Carl Emil Just Pedersen |                         |

| EF Education-Aevolo EFA | EF Education-Aevolo EFA | EF Education-Aevolo EFA |
| ----------------------- | ----------------------- | ----------------------- |
| Nr.                     | Rytter                  | Placering               |
| 78                      | Magnus Carstensen       |                         |

| Decathlon AG2R La Mondiale Development DAD | Decathlon AG2R La Mondiale Development DAD | Decathlon AG2R La Mondiale Development DAD |
| ------------------------------------------ | ------------------------------------------ | ------------------------------------------ |
| Nr.                                        | Rytter                                     | Placering                                  |
| 79                                         | Daniel Weis (DEN)                          |                                            |

| Bike Aid BAI | Bike Aid BAI    | Bike Aid BAI |
| ------------ | --------------- | ------------ |
| Nr.          | Rytter          | Placering    |
| 80           | Simon Bak (DEN) |              |

| XDS Astana Development Team AQD | XDS Astana Development Team AQD | XDS Astana Development Team AQD |
| ------------------------------- | ------------------------------- | ------------------------------- |
| Nr.                             | Rytter                          | Placering                       |
| 81                              | Gustav Wang (DEN)               | 27.                             |

| Terengganu Cycling Team TSG | Terengganu Cycling Team TSG | Terengganu Cycling Team TSG |
| --------------------------- | --------------------------- | --------------------------- |
| Nr.                         | Rytter                      | Placering                   |
| 82                          | Mathias Bregnhøj (DEN)      | 32.                         |

| Team Novo Nordisk Development TND | Team Novo Nordisk Development TND | Team Novo Nordisk Development TND |
| --------------------------------- | --------------------------------- | --------------------------------- |
| Nr.                               | Rytter                            | Placering                         |
| 83                                | Frederik Lind Sørensen            |                                   |
| 84                                | Hjalte Thor Knudsen               | DNS                               |

| Lotto Kern-Haus PSD Bank LKH | Lotto Kern-Haus PSD Bank LKH | Lotto Kern-Haus PSD Bank LKH |
| ---------------------------- | ---------------------------- | ---------------------------- |
| Nr.                          | Rytter                       | Placering                    |
| 85                           | Peter Øxenberg Hansen (DEN)  |                              |
| 86                           | Theodor Storm (DEN)          |                              |

| Team Give Steel-2M Cycling Elite TMC | Team Give Steel-2M Cycling Elite TMC | Team Give Steel-2M Cycling Elite TMC |
| ------------------------------------ | ------------------------------------ | ------------------------------------ |
| Nr.                                  | Rytter                               | Placering                            |
| 87                                   | Magnus Machholdt                     |                                      |
| 88                                   | Benjamin Hertz (DEN)                 |                                      |
| 89                                   | Marius Hobolth                       |                                      |
| 90                                   | Oskar Winkler (DEN)                  |                                      |
| 91                                   | Rasmus Bisgaard                      |                                      |
| 92                                   | Mads Landbo (DEN)                    | 23.                                  |
| 93                                   | Gustav Frederik Dahl (DEN)           |                                      |
| 94                                   | Felix Fog Holst Larsen               |                                      |
| 95                                   | Kasper Jul Øhlenschlæger             |                                      |
| 96                                   | Malthe Sand Thomsen                  |                                      |
| 97                                   | Mikkel Weber Zeyn                    |                                      |
| 98                                   | Oscar Bluhm (DEN)                    |                                      |
| 99                                   | Christian Lindquist (DEN)            |                                      |

| CO:PLAY-Giant Store ___ | CO:PLAY-Giant Store ___   | CO:PLAY-Giant Store ___ |
| ----------------------- | ------------------------- | ----------------------- |
| Nr.                     | Rytter                    | Placering               |
| 100                     | Poul Holten Andersen      |                         |
| 101                     | Nicklas Jacobsen Nissen   |                         |
| 102                     | Tristan Bruun Bak         |                         |
| 103                     | Phillip Mathiesen         |                         |
| 104                     | Lasse Norman Leth (DEN)   |                         |
| 105                     | Mads Schulz Jørgensen     |                         |
| 106                     | Peter Asbjørn Hansen      |                         |
| 107                     | August Birk Hundt         |                         |
| 108                     | Jakob Falk Paarup         |                         |
| 109                     | Mikkel Tvergaard          | DNS                     |
| 110                     | Mathias Matz (DEN)        |                         |
| 111                     | Sebastian Mahneke Haaning |                         |
| 112                     | Oscar Aakvist Andersen    |                         |

| CeramicSpeed Aros Forsikring Herning CK Elite ___ | CeramicSpeed Aros Forsikring Herning CK Elite ___ | CeramicSpeed Aros Forsikring Herning CK Elite ___ |
| ------------------------------------------------- | ------------------------------------------------- | ------------------------------------------------- |
| Nr.                                               | Rytter                                            | Placering                                         |
| 113                                               | Hector Damgaard                                   |                                                   |
| 114                                               | Christian Gorm Albrechtsen                        |                                                   |
| 115                                               | Mikkel Jørgensen                                  |                                                   |
| 116                                               | Mikkel Kastrup                                    |                                                   |
| 117                                               | Peter Skov Lauritzen                              |                                                   |
| 118                                               | Jonas Lindberg (DEN)                              |                                                   |
| 119                                               | Gustav Lorenzen (DEN)                             |                                                   |
| 120                                               | Frederik Dupont Hougaard                          | DNS                                               |
| 121                                               | Mads-Emil Dupont Hougaard (DEN)                   |                                                   |
| 122                                               | Karl Lindegaard                                   |                                                   |
| 123                                               | Noah Bøge                                         |                                                   |
| 124                                               | Victor Vad                                        | DNS                                               |
| 125                                               | Oliver Vedersø Sølvhøj                            |                                                   |

| Reffen Tscherning Elite Cycling ___ | Reffen Tscherning Elite Cycling ___ | Reffen Tscherning Elite Cycling ___ |
| ----------------------------------- | ----------------------------------- | ----------------------------------- |
| Nr.                                 | Rytter                              | Placering                           |
| 126                                 | Lucas Strunge                       | DNS                                 |
| 127                                 | Axel Hjorth Køgs Andersen           |                                     |
| 128                                 | Oskar Hertz                         |                                     |
| 129                                 | William Lowth                       |                                     |
| 130                                 | Luca Campagner                      |                                     |
| 131                                 | Magnus Saxtoft                      |                                     |
| 132                                 | Sebastian Sigurd Nielsen            |                                     |
| 133                                 | Erik Christoffersen                 |                                     |

| Team Cranks ___ | Team Cranks ___           | Team Cranks ___ |
| --------------- | ------------------------- | --------------- |
| Nr.             | Rytter                    | Placering       |
| 134             | Klaes Ravn Rasmussen      |                 |
| 135             | Peter Bheki Kring Laursen |                 |
| 136             | Linus Østdal              |                 |
| 137             | Malthe Thyssen            |                 |
| 138             | Alfred Christensen        |                 |
| 139             | Anders Weuge              |                 |
| 140             | Jens Mohr Nielsen         |                 |
| 141             | Joakim Bukdal             |                 |

| Aalborg-Sparekassen Danmark ___ | Aalborg-Sparekassen Danmark ___   | Aalborg-Sparekassen Danmark ___ |
| ------------------------------- | --------------------------------- | ------------------------------- |
| Nr.                             | Rytter                            | Placering                       |
| 142                             | Sebastian Ryttersgaard (DEN)      |                                 |
| 143                             | Noah Wulff                        |                                 |
| 144                             | Thomas Koldkjær Decker            |                                 |
| 145                             | Thor Vangsø Nielsen               |                                 |
| 146                             | Jonas Sørensen                    |                                 |
| 147                             | Alfred Grenaae (DEN)              |                                 |
| 148                             | Nicolai Koldby Andersen           | DNS                             |
| 149                             | Sebastian Bjerregaard Vestergaard |                                 |
| 150                             | Lucas Rask Winther                |                                 |

| XSpeed United Continental XSU | XSpeed United Continental XSU | XSpeed United Continental XSU |
| ----------------------------- | ----------------------------- | ----------------------------- |
| Nr.                           | Rytter                        | Placering                     |
| 151                           | Oliver Mortensen              |                               |

| Torres-Sobato ___ | Torres-Sobato ___        | Torres-Sobato ___ |
| ----------------- | ------------------------ | ----------------- |
| Nr.               | Rytter                   | Placering         |
| 152               | Asger Paaske Frederiksen |                   |

| ASD Swatt Club ___ | ASD Swatt Club ___    | ASD Swatt Club ___ |
| ------------------ | --------------------- | ------------------ |
| Nr.                | Rytter                | Placering          |
| 153                | Kasper Andersen (DEN) | 33.                |
| 154                | Oliver Knudsen (DEN)  |                    |

| Salto Cycling Club ___ | Salto Cycling Club ___                 | Salto Cycling Club ___ |
| ---------------------- | -------------------------------------- | ---------------------- |
| Nr.                    | Rytter                                 | Placering              |
| 155                    | Nicklas Lilleskov Falk Rasmussen (DEN) |                        |

| Randers Cykleklub ___ | Randers Cykleklub ___    | Randers Cykleklub ___ |
| --------------------- | ------------------------ | --------------------- |
| Nr.                   | Rytter                   | Placering             |
| 156                   | Mads Würtz Schmidt (DEN) | 19.                   |

| Odder Cykel Klub ___ | Odder Cykel Klub ___ | Odder Cykel Klub ___ |
| -------------------- | -------------------- | -------------------- |
| Nr.                  | Rytter               | Placering            |
| 157                  | Oscar Vosgerau       |                      |

| Go Fast Turn Left ___ | Go Fast Turn Left ___ | Go Fast Turn Left ___ |
| --------------------- | --------------------- | --------------------- |
| Nr.                   | Rytter                | Placering             |
| 158                   | Martin Bang           | DNS                   |

| CC Villeneuve Saint-Germain ___ | CC Villeneuve Saint-Germain ___ | CC Villeneuve Saint-Germain ___ |
| ------------------------------- | ------------------------------- | ------------------------------- |
| Nr.                             | Rytter                          | Placering                       |
| 159                             | Noah Borgen Morell              |                                 |

| Team Cycling Ringsted ___ | Team Cycling Ringsted ___ | Team Cycling Ringsted ___ |
| ------------------------- | ------------------------- | ------------------------- |
| Nr.                       | Rytter                    | Placering                 |
| 160                       | Simon Bæk Kielstrup       |                           |

| Aalborg Cykle-Ring ___ | Aalborg Cykle-Ring ___ | Aalborg Cykle-Ring ___ |
| ---------------------- | ---------------------- | ---------------------- |
| Nr.                    | Rytter                 | Placering              |
| 161                    | Nicklas Riis Andersen  |                        |

| Thy Cykle Ring ___ | Thy Cykle Ring ___   | Thy Cykle Ring ___ |
| ------------------ | -------------------- | ------------------ |
| Nr.                | Rytter               | Placering          |
| 162                | Sebastian Røge Hamer |                    |

| Mountainbike Club Vejle ___ | Mountainbike Club Vejle ___ | Mountainbike Club Vejle ___ |
| --------------------------- | --------------------------- | --------------------------- |
| Nr.                         | Rytter                      | Placering                   |
| 163                         | Tobias Lundberg Dichmann    | DNS                         |

| Lyngby Cycle Club ___ | Lyngby Cycle Club ___  | Lyngby Cycle Club ___ |
| --------------------- | ---------------------- | --------------------- |
| Nr.                   | Rytter                 | Placering             |
| 164                   | Stian Neesgaard Rørvik |                       |

| Hvidovre Cykle Klub ___ | Hvidovre Cykle Klub ___ | Hvidovre Cykle Klub ___ |
| ----------------------- | ----------------------- | ----------------------- |
| Nr.                     | Rytter                  | Placering               |
| 165                     | Jakob Stage             |                         |

| Holstebro Cykle Club ___ | Holstebro Cykle Club ___    | Holstebro Cykle Club ___ |
| ------------------------ | --------------------------- | ------------------------ |
| Nr.                      | Rytter                      | Placering                |
| 166                      | Jacob Christian Vestergaard |                          |
| 167                      | Morten Gadgaard (DEN)       |                          |

| Aalborg Cykle-Ring ___ | Aalborg Cykle-Ring ___ | Aalborg Cykle-Ring ___ |
| ---------------------- | ---------------------- | ---------------------- |
| Nr.                    | Rytter                 | Placering              |
| 168                    | Morten Andreassen      |                        |

| Holbæk Cykelsport ___ | Holbæk Cykelsport ___         | Holbæk Cykelsport ___ |
| --------------------- | ----------------------------- | --------------------- |
| Nr.                   | Rytter                        | Placering             |
| 169                   | Lukas Sulaj Kloppenborg (ALB) |                       |

| Hjólreiðafélag Reykjavíkur ___ | Hjólreiðafélag Reykjavíkur ___ | Hjólreiðafélag Reykjavíkur ___ |
| ------------------------------ | ------------------------------ | ------------------------------ |
| Nr.                            | Rytter                         | Placering                      |
| 170                            | Mikkel Vinther                 |                                |

| Herning Cykle Klub ___ | Herning Cykle Klub ___ | Herning Cykle Klub ___ |
| ---------------------- | ---------------------- | ---------------------- |
| Nr.                    | Rytter                 | Placering              |
| 171                    | Gustav Ferdinand Lau   |                        |
| 172                    | Viktor Marinussen      |                        |

| Esbjerg Cykle Ring ___ | Esbjerg Cykle Ring ___ | Esbjerg Cykle Ring ___ |
| ---------------------- | ---------------------- | ---------------------- |
| Nr.                    | Rytter                 | Placering              |
| 173                    | Tim Hansen             |                        |

| Cykling Odense ___ | Cykling Odense ___       | Cykling Odense ___ |
| ------------------ | ------------------------ | ------------------ |
| Nr.                | Rytter                   | Placering          |
| 174                | Ian Millennium           |                    |
| 175                | Alexander Visby          |                    |
| 176                | Robin Juel Skivild (DEN) | 17.                |

| Cykle Klubben Aarhus ___ | Cykle Klubben Aarhus ___  | Cykle Klubben Aarhus ___ |
| ------------------------ | ------------------------- | ------------------------ |
| Nr.                      | Rytter                    | Placering                |
| 177                      | Torben Benner Lundgaard   |                          |
| 178                      | Morten Örnhagen Jørgensen | DNS                      |
| 179                      | Anders Bruun              |                          |
| 180                      | Casper Ingerslev          |                          |
| 181                      | Peter Normann Diekema     |                          |

| Cycling Club Hillerød ___ | Cycling Club Hillerød ___ | Cycling Club Hillerød ___ |
| ------------------------- | ------------------------- | ------------------------- |
| Nr.                       | Rytter                    | Placering                 |
| 182                       | Mads Lundh                |                           |

| Rostese Giant ASD ___ | Rostese Giant ASD ___ | Rostese Giant ASD ___ |
| --------------------- | --------------------- | --------------------- |
| Nr.                   | Rytter                | Placering             |
| 183                   | Jaspar Lonsdale       |                       |

| Breakaway Cycling Club ___ | Breakaway Cycling Club ___ | Breakaway Cycling Club ___ |
| -------------------------- | -------------------------- | -------------------------- |
| Nr.                        | Rytter                     | Placering                  |
| 184                        | Jacob Degn Fryland         |                            |

| Amager Cykle Ring ___ | Amager Cykle Ring ___   | Amager Cykle Ring ___ |
| --------------------- | ----------------------- | --------------------- |
| Nr.                   | Rytter                  | Placering             |
| 185                   | Tobias Kongstad (DEN)   |                       |
| 186                   | Vitus Hovmøller Dinesen |                       |

| Decathlon-AG2R La Mondiale DAT | Decathlon-AG2R La Mondiale DAT | Decathlon-AG2R La Mondiale DAT |
| ------------------------------ | ------------------------------ | ------------------------------ |
| Nr.                            | Rytter                         | Placering                      |
| 1                              | Rasmus Søjberg Pedersen (DEN)  | 7.                             |

| EF Education-EasyPost EFE      | EF Education-EasyPost EFE | EF Education-EasyPost EFE |
| ------------------------------ | ------------------------- | ------------------------- |
| Nr.                            | Rytter                    | Placering                 |
| 2                              | Kasper Asgreen (DEN)      | 6.                        |
| 3                              | Michael Valgren (DEN)     | 22.                       |
| Sportsdirektør: Matti Breschel |                           |                           |

| Lidl-Trek LTK                                    | Lidl-Trek LTK              | Lidl-Trek LTK |
| ------------------------------------------------ | -------------------------- | ------------- |
| Nr.                                              | Rytter                     | Placering     |
| 4                                                | Mads Pedersen (DEN)        | 2.            |
| 5                                                | Albert Withen Philipsen    | 4.            |
| 6                                                | Søren Kragh Andersen (DEN) | 1.            |
| Sportsdirektør: Kim Andersen, Sebastian Andersen |                            |               |

| Intermarché-Wanty IWA | Intermarché-Wanty IWA | Intermarché-Wanty IWA |
| --------------------- | --------------------- | --------------------- |
| Nr.                   | Rytter                | Placering             |
| 7                     | Alexander Kamp (DEN)  | 20.                   |

| XDS Astana Team XAT | XDS Astana Team XAT  | XDS Astana Team XAT |
| ------------------- | -------------------- | ------------------- |
| Nr.                 | Rytter               | Placering           |
| 8                   | Anthon Charmig (DEN) | 12.                 |

| UAE Team Emirates XRG UAD | UAE Team Emirates XRG UAD    | UAE Team Emirates XRG UAD |
| ------------------------- | ---------------------------- | ------------------------- |
| Nr.                       | Rytter                       | Placering                 |
| 9                         | Mikkel Norsgaard Bjerg (DEN) | 25.                       |
| 10                        | Julius Johansen (DEN)        | 9.                        |

| Team Picnic-PostNL TPP | Team Picnic-PostNL TPP     | Team Picnic-PostNL TPP |
| ---------------------- | -------------------------- | ---------------------- |
| Nr.                    | Rytter                     | Placering              |
| 11                     | Tobias Lund Andresen (DEN) | DNS                    |

| Team Jayco AlUla JAY | Team Jayco AlUla JAY          | Team Jayco AlUla JAY |
| -------------------- | ----------------------------- | -------------------- |
| Nr.                  | Rytter                        | Placering            |
| 12                   | Christopher Juul-Jensen (DEN) |                      |
| 13                   | Anders Foldager (DEN)         |                      |
| 14                   | Asbjørn Hellemose (DEN)       | 14.                  |

| Soudal Quick-Step SOQ | Soudal Quick-Step SOQ | Soudal Quick-Step SOQ |
| --------------------- | --------------------- | --------------------- |
| Nr.                   | Rytter                | Placering             |
| 15                    | Casper Pedersen (DEN) | 3.                    |

| Alpecin-Deceuninck ADC | Alpecin-Deceuninck ADC      | Alpecin-Deceuninck ADC |
| ---------------------- | --------------------------- | ---------------------- |
| Nr.                    | Rytter                      | Placering              |
| 16                     | Johan Price-Pejtersen (DEN) |                        |

| Movistar Team MOV | Movistar Team MOV       | Movistar Team MOV |
| ----------------- | ----------------------- | ----------------- |
| Nr.               | Rytter                  | Placering         |
| 17                | Mathias Norsgaard (DEN) |                   |

| Uno-X Mobility UXM                 | Uno-X Mobility UXM            | Uno-X Mobility UXM |
| ---------------------------------- | ----------------------------- | ------------------ |
| Nr.                                | Rytter                        | Placering          |
| 18                                 | Henrik Breiner Pedersen (DEN) | 5.                 |
| 19                                 | William Blume Levy (DEN)      |                    |
| 20                                 | Simon Dalby (DEN)             | 34.                |
| 21                                 | Carl-Frederik Bévort (DEN)    | 8.                 |
| 22                                 | Rasmus Bøgh Wallin (DEN)      |                    |
| 23                                 | Magnus Cort (DEN)             | 21.                |
| 24                                 | Andreas Kron (DEN)            | 13.                |
| Sportsdirektør: Christian Andersen |                               |                    |

| Unibet Tietema Rockets RKT | Unibet Tietema Rockets RKT | Unibet Tietema Rockets RKT |
| -------------------------- | -------------------------- | -------------------------- |
| Nr.                        | Rytter                     | Placering                  |
| 25                         | Andreas Stokbro (DEN)      | 28.                        |
| 26                         | Sebastian Nielsen (DEN)    |                            |

| Tudor Pro Cycling Team TUD | Tudor Pro Cycling Team TUD     | Tudor Pro Cycling Team TUD |
| -------------------------- | ------------------------------ | -------------------------- |
| Nr.                        | Rytter                         | Placering                  |
| 27                         | Sebastian Kolze Changizi (DEN) | 31.                        |

| Lotto LOT | Lotto LOT            | Lotto LOT |
| --------- | -------------------- | --------- |
| Nr.       | Rytter               | Placering |
| 28        | Jonas Gregaard (DEN) | DNS       |

| ColoQuick TCQ                    | ColoQuick TCQ                | ColoQuick TCQ |
| -------------------------------- | ---------------------------- | ------------- |
| Nr.                              | Rytter                       | Placering     |
| 29                               | Otto Schultz Jølving         | 30.           |
| 30                               | Mads Bertram Kristensen      |               |
| 31                               | Malte Hellerup (DEN)         |               |
| 32                               | Tore Troelsen (DEN)          |               |
| 33                               | Magnus Lorents Nielsen (DEN) |               |
| 34                               | Tobias Aagaard Hansen (DEN)  |               |
| 35                               | Nikolaj Ankerstjerne Klausen | DNS           |
| 36                               | Morten Nørtoft (DEN)         | 11.           |
| 37                               | Tobias Svarre (DEN)          |               |
| 38                               | Conrad Haugsted (DEN)        |               |
| 39                               | Joshua Gudnitz (DEN)         | 18.           |
| 40                               | Emil Toudal (DEN)            |               |
| 41                               | Adam Holm Jørgensen (DEN)    | DNS           |
| 42                               | Anders Vos Sørensen (DEN)    |               |
| Sportsdirektør: Christian Moberg |                              |               |

| BHS-PL Beton Bornholm BPC | BHS-PL Beton Bornholm BPC     | BHS-PL Beton Bornholm BPC |
| ------------------------- | ----------------------------- | ------------------------- |
| Nr.                       | Rytter                        | Placering                 |
| 43                        | Niklas Larsen (DEN)           | 10.                       |
| 44                        | Marcus Sander Hansen (DEN)    | 26.                       |
| 45                        | Emil Schandorff Iwersen (DEN) | 35.                       |
| 46                        | Daniel Stampe (DEN)           |                           |
| 47                        | Martin Toft Madsen (DEN)      |                           |
| 48                        | Andreas Aidel Brixen (DEN)    |                           |
| 49                        | Asger Røjbek Sørensen (DEN)   |                           |
| 50                        | Andreas Krogh Jensen          |                           |
| 51                        | Victor Grue Enggaard (DEN)    |                           |
| 52                        | Victor Johannsen              |                           |
| 53                        | Martin Szokody                |                           |
| 54                        | Boas Lysgaard (DEN)           |                           |
| 55                        | Mikkel Øritsland (DEN)        |                           |
| 56                        | Jacob Schebye                 |                           |

| Airtox-Carl Ras GSH                          | Airtox-Carl Ras GSH           | Airtox-Carl Ras GSH |
| -------------------------------------------- | ----------------------------- | ------------------- |
| Nr.                                          | Rytter                        | Placering           |
| 57                                           | Matias Malmberg (DEN)         |                     |
| 58                                           | Nikolaj Mengel (DEN)          |                     |
| 59                                           | Lucas Toftemark               |                     |
| 60                                           | Emil Nymand Nielsen           |                     |
| 61                                           | Hugo Rishøj                   |                     |
| 62                                           | Alfred Kongstad               |                     |
| 63                                           | Frederik Bjørn Sørensen (DEN) |                     |
| 64                                           | Oliver Søndergaard (DEN)      |                     |
| 65                                           | Mads Andersen (DEN)           | 16.                 |
| 66                                           | Stian Rosenlund Richter (DEN) | DNS                 |
| 67                                           | Magnus Bak Klaris (DEN)       | 24.                 |
| 68                                           | Alexander Arnt Hansen (DEN)   |                     |
| 69                                           | Mathias Larsen (DEN)          |                     |
| Sportsdirektør: Claus Pedersen, Jakob Egholm |                               |                     |

| ARBÖ MiKo PV ON-Fahrrad ___ | ARBÖ MiKo PV ON-Fahrrad ___      | ARBÖ MiKo PV ON-Fahrrad ___ |
| --------------------------- | -------------------------------- | --------------------------- |
| Nr.                         | Rytter                           | Placering                   |
| 70                          | Frederik Winther Hulbæk Petersen |                             |
| 71                          | Karl-Erik Rosendahl              |                             |

| Red Bull-Bora-Hansgrohe Rookies RBC | Red Bull-Bora-Hansgrohe Rookies RBC | Red Bull-Bora-Hansgrohe Rookies RBC |
| ----------------------------------- | ----------------------------------- | ----------------------------------- |
| Nr.                                 | Rytter                              | Placering                           |
| 72                                  | Theodor Clemmensen                  | 15.                                 |

| Lidl-Trek Future Racing LTF                      | Lidl-Trek Future Racing LTF | Lidl-Trek Future Racing LTF |
| ------------------------------------------------ | --------------------------- | --------------------------- |
| Nr.                                              | Rytter                      | Placering                   |
| 73                                               | Patrick Frydkjær (DEN)      | 29.                         |
| 74                                               | Kristian Egholm (DEN)       |                             |
| 75                                               | Martin Pedersen (DEN)       |                             |
| Sportsdirektør: Kim Andersen, Sebastian Andersen |                             |                             |

| Li Ning Star LNS | Li Ning Star LNS      | Li Ning Star LNS |
| ---------------- | --------------------- | ---------------- |
| Nr.              | Rytter                | Placering        |
| 76               | Alexander Salby (DEN) |                  |

| Hagens Berman Jayco HBG | Hagens Berman Jayco HBG | Hagens Berman Jayco HBG |
| ----------------------- | ----------------------- | ----------------------- |
| Nr.                     | Rytter                  | Placering               |
| 77                      | Carl Emil Just Pedersen |                         |

| EF Education-Aevolo EFA | EF Education-Aevolo EFA | EF Education-Aevolo EFA |
| ----------------------- | ----------------------- | ----------------------- |
| Nr.                     | Rytter                  | Placering               |
| 78                      | Magnus Carstensen       |                         |

| Decathlon AG2R La Mondiale Development DAD | Decathlon AG2R La Mondiale Development DAD | Decathlon AG2R La Mondiale Development DAD |
| ------------------------------------------ | ------------------------------------------ | ------------------------------------------ |
| Nr.                                        | Rytter                                     | Placering                                  |
| 79                                         | Daniel Weis (DEN)                          |                                            |

| Bike Aid BAI | Bike Aid BAI    | Bike Aid BAI |
| ------------ | --------------- | ------------ |
| Nr.          | Rytter          | Placering    |
| 80           | Simon Bak (DEN) |              |

| XDS Astana Development Team AQD | XDS Astana Development Team AQD | XDS Astana Development Team AQD |
| ------------------------------- | ------------------------------- | ------------------------------- |
| Nr.                             | Rytter                          | Placering                       |
| 81                              | Gustav Wang (DEN)               | 27.                             |

| Terengganu Cycling Team TSG | Terengganu Cycling Team TSG | Terengganu Cycling Team TSG |
| --------------------------- | --------------------------- | --------------------------- |
| Nr.                         | Rytter                      | Placering                   |
| 82                          | Mathias Bregnhøj (DEN)      | 32.                         |

| Team Novo Nordisk Development TND | Team Novo Nordisk Development TND | Team Novo Nordisk Development TND |
| --------------------------------- | --------------------------------- | --------------------------------- |
| Nr.                               | Rytter                            | Placering                         |
| 83                                | Frederik Lind Sørensen            |                                   |
| 84                                | Hjalte Thor Knudsen               | DNS                               |

| Lotto Kern-Haus PSD Bank LKH | Lotto Kern-Haus PSD Bank LKH | Lotto Kern-Haus PSD Bank LKH |
| ---------------------------- | ---------------------------- | ---------------------------- |
| Nr.                          | Rytter                       | Placering                    |
| 85                           | Peter Øxenberg Hansen (DEN)  |                              |
| 86                           | Theodor Storm (DEN)          |                              |

| Team Give Steel-2M Cycling Elite TMC | Team Give Steel-2M Cycling Elite TMC | Team Give Steel-2M Cycling Elite TMC |
| ------------------------------------ | ------------------------------------ | ------------------------------------ |
| Nr.                                  | Rytter                               | Placering                            |
| 87                                   | Magnus Machholdt                     |                                      |
| 88                                   | Benjamin Hertz (DEN)                 |                                      |
| 89                                   | Marius Hobolth                       |                                      |
| 90                                   | Oskar Winkler (DEN)                  |                                      |
| 91                                   | Rasmus Bisgaard                      |                                      |
| 92                                   | Mads Landbo (DEN)                    | 23.                                  |
| 93                                   | Gustav Frederik Dahl (DEN)           |                                      |
| 94                                   | Felix Fog Holst Larsen               |                                      |
| 95                                   | Kasper Jul Øhlenschlæger             |                                      |
| 96                                   | Malthe Sand Thomsen                  |                                      |
| 97                                   | Mikkel Weber Zeyn                    |                                      |
| 98                                   | Oscar Bluhm (DEN)                    |                                      |
| 99                                   | Christian Lindquist (DEN)            |                                      |

| CO:PLAY-Giant Store ___ | CO:PLAY-Giant Store ___   | CO:PLAY-Giant Store ___ |
| ----------------------- | ------------------------- | ----------------------- |
| Nr.                     | Rytter                    | Placering               |
| 100                     | Poul Holten Andersen      |                         |
| 101                     | Nicklas Jacobsen Nissen   |                         |
| 102                     | Tristan Bruun Bak         |                         |
| 103                     | Phillip Mathiesen         |                         |
| 104                     | Lasse Norman Leth (DEN)   |                         |
| 105                     | Mads Schulz Jørgensen     |                         |
| 106                     | Peter Asbjørn Hansen      |                         |
| 107                     | August Birk Hundt         |                         |
| 108                     | Jakob Falk Paarup         |                         |
| 109                     | Mikkel Tvergaard          | DNS                     |
| 110                     | Mathias Matz (DEN)        |                         |
| 111                     | Sebastian Mahneke Haaning |                         |
| 112                     | Oscar Aakvist Andersen    |                         |

| CeramicSpeed Aros Forsikring Herning CK Elite ___ | CeramicSpeed Aros Forsikring Herning CK Elite ___ | CeramicSpeed Aros Forsikring Herning CK Elite ___ |
| ------------------------------------------------- | ------------------------------------------------- | ------------------------------------------------- |
| Nr.                                               | Rytter                                            | Placering                                         |
| 113                                               | Hector Damgaard                                   |                                                   |
| 114                                               | Christian Gorm Albrechtsen                        |                                                   |
| 115                                               | Mikkel Jørgensen                                  |                                                   |
| 116                                               | Mikkel Kastrup                                    |                                                   |
| 117                                               | Peter Skov Lauritzen                              |                                                   |
| 118                                               | Jonas Lindberg (DEN)                              |                                                   |
| 119                                               | Gustav Lorenzen (DEN)                             |                                                   |
| 120                                               | Frederik Dupont Hougaard                          | DNS                                               |
| 121                                               | Mads-Emil Dupont Hougaard (DEN)                   |                                                   |
| 122                                               | Karl Lindegaard                                   |                                                   |
| 123                                               | Noah Bøge                                         |                                                   |
| 124                                               | Victor Vad                                        | DNS                                               |
| 125                                               | Oliver Vedersø Sølvhøj                            |                                                   |

| Reffen Tscherning Elite Cycling ___ | Reffen Tscherning Elite Cycling ___ | Reffen Tscherning Elite Cycling ___ |
| ----------------------------------- | ----------------------------------- | ----------------------------------- |
| Nr.                                 | Rytter                              | Placering                           |
| 126                                 | Lucas Strunge                       | DNS                                 |
| 127                                 | Axel Hjorth Køgs Andersen           |                                     |
| 128                                 | Oskar Hertz                         |                                     |
| 129                                 | William Lowth                       |                                     |
| 130                                 | Luca Campagner                      |                                     |
| 131                                 | Magnus Saxtoft                      |                                     |
| 132                                 | Sebastian Sigurd Nielsen            |                                     |
| 133                                 | Erik Christoffersen                 |                                     |

| Team Cranks ___ | Team Cranks ___           | Team Cranks ___ |
| --------------- | ------------------------- | --------------- |
| Nr.             | Rytter                    | Placering       |
| 134             | Klaes Ravn Rasmussen      |                 |
| 135             | Peter Bheki Kring Laursen |                 |
| 136             | Linus Østdal              |                 |
| 137             | Malthe Thyssen            |                 |
| 138             | Alfred Christensen        |                 |
| 139             | Anders Weuge              |                 |
| 140             | Jens Mohr Nielsen         |                 |
| 141             | Joakim Bukdal             |                 |

| Aalborg-Sparekassen Danmark ___ | Aalborg-Sparekassen Danmark ___   | Aalborg-Sparekassen Danmark ___ |
| ------------------------------- | --------------------------------- | ------------------------------- |
| Nr.                             | Rytter                            | Placering                       |
| 142                             | Sebastian Ryttersgaard (DEN)      |                                 |
| 143                             | Noah Wulff                        |                                 |
| 144                             | Thomas Koldkjær Decker            |                                 |
| 145                             | Thor Vangsø Nielsen               |                                 |
| 146                             | Jonas Sørensen                    |                                 |
| 147                             | Alfred Grenaae (DEN)              |                                 |
| 148                             | Nicolai Koldby Andersen           | DNS                             |
| 149                             | Sebastian Bjerregaard Vestergaard |                                 |
| 150                             | Lucas Rask Winther                |                                 |

| XSpeed United Continental XSU | XSpeed United Continental XSU | XSpeed United Continental XSU |
| ----------------------------- | ----------------------------- | ----------------------------- |
| Nr.                           | Rytter                        | Placering                     |
| 151                           | Oliver Mortensen              |                               |

| Torres-Sobato ___ | Torres-Sobato ___        | Torres-Sobato ___ |
| ----------------- | ------------------------ | ----------------- |
| Nr.               | Rytter                   | Placering         |
| 152               | Asger Paaske Frederiksen |                   |

| ASD Swatt Club ___ | ASD Swatt Club ___    | ASD Swatt Club ___ |
| ------------------ | --------------------- | ------------------ |
| Nr.                | Rytter                | Placering          |
| 153                | Kasper Andersen (DEN) | 33.                |
| 154                | Oliver Knudsen (DEN)  |                    |

| Salto Cycling Club ___ | Salto Cycling Club ___                 | Salto Cycling Club ___ |
| ---------------------- | -------------------------------------- | ---------------------- |
| Nr.                    | Rytter                                 | Placering              |
| 155                    | Nicklas Lilleskov Falk Rasmussen (DEN) |                        |

| Randers Cykleklub ___ | Randers Cykleklub ___    | Randers Cykleklub ___ |
| --------------------- | ------------------------ | --------------------- |
| Nr.                   | Rytter                   | Placering             |
| 156                   | Mads Würtz Schmidt (DEN) | 19.                   |

| Odder Cykel Klub ___ | Odder Cykel Klub ___ | Odder Cykel Klub ___ |
| -------------------- | -------------------- | -------------------- |
| Nr.                  | Rytter               | Placering            |
| 157                  | Oscar Vosgerau       |                      |

| Go Fast Turn Left ___ | Go Fast Turn Left ___ | Go Fast Turn Left ___ |
| --------------------- | --------------------- | --------------------- |
| Nr.                   | Rytter                | Placering             |
| 158                   | Martin Bang           | DNS                   |

| CC Villeneuve Saint-Germain ___ | CC Villeneuve Saint-Germain ___ | CC Villeneuve Saint-Germain ___ |
| ------------------------------- | ------------------------------- | ------------------------------- |
| Nr.                             | Rytter                          | Placering                       |
| 159                             | Noah Borgen Morell              |                                 |

| Team Cycling Ringsted ___ | Team Cycling Ringsted ___ | Team Cycling Ringsted ___ |
| ------------------------- | ------------------------- | ------------------------- |
| Nr.                       | Rytter                    | Placering                 |
| 160                       | Simon Bæk Kielstrup       |                           |

| Aalborg Cykle-Ring ___ | Aalborg Cykle-Ring ___ | Aalborg Cykle-Ring ___ |
| ---------------------- | ---------------------- | ---------------------- |
| Nr.                    | Rytter                 | Placering              |
| 161                    | Nicklas Riis Andersen  |                        |

| Thy Cykle Ring ___ | Thy Cykle Ring ___   | Thy Cykle Ring ___ |
| ------------------ | -------------------- | ------------------ |
| Nr.                | Rytter               | Placering          |
| 162                | Sebastian Røge Hamer |                    |

| Mountainbike Club Vejle ___ | Mountainbike Club Vejle ___ | Mountainbike Club Vejle ___ |
| --------------------------- | --------------------------- | --------------------------- |
| Nr.                         | Rytter                      | Placering                   |
| 163                         | Tobias Lundberg Dichmann    | DNS                         |

| Lyngby Cycle Club ___ | Lyngby Cycle Club ___  | Lyngby Cycle Club ___ |
| --------------------- | ---------------------- | --------------------- |
| Nr.                   | Rytter                 | Placering             |
| 164                   | Stian Neesgaard Rørvik |                       |

| Hvidovre Cykle Klub ___ | Hvidovre Cykle Klub ___ | Hvidovre Cykle Klub ___ |
| ----------------------- | ----------------------- | ----------------------- |
| Nr.                     | Rytter                  | Placering               |
| 165                     | Jakob Stage             |                         |

| Holstebro Cykle Club ___ | Holstebro Cykle Club ___    | Holstebro Cykle Club ___ |
| ------------------------ | --------------------------- | ------------------------ |
| Nr.                      | Rytter                      | Placering                |
| 166                      | Jacob Christian Vestergaard |                          |
| 167                      | Morten Gadgaard (DEN)       |                          |

| Aalborg Cykle-Ring ___ | Aalborg Cykle-Ring ___ | Aalborg Cykle-Ring ___ |
| ---------------------- | ---------------------- | ---------------------- |
| Nr.                    | Rytter                 | Placering              |
| 168                    | Morten Andreassen      |                        |

| Holbæk Cykelsport ___ | Holbæk Cykelsport ___         | Holbæk Cykelsport ___ |
| --------------------- | ----------------------------- | --------------------- |
| Nr.                   | Rytter                        | Placering             |
| 169                   | Lukas Sulaj Kloppenborg (ALB) |                       |

| Hjólreiðafélag Reykjavíkur ___ | Hjólreiðafélag Reykjavíkur ___ | Hjólreiðafélag Reykjavíkur ___ |
| ------------------------------ | ------------------------------ | ------------------------------ |
| Nr.                            | Rytter                         | Placering                      |
| 170                            | Mikkel Vinther                 |                                |

| Herning Cykle Klub ___ | Herning Cykle Klub ___ | Herning Cykle Klub ___ |
| ---------------------- | ---------------------- | ---------------------- |
| Nr.                    | Rytter                 | Placering              |
| 171                    | Gustav Ferdinand Lau   |                        |
| 172                    | Viktor Marinussen      |                        |

| Esbjerg Cykle Ring ___ | Esbjerg Cykle Ring ___ | Esbjerg Cykle Ring ___ |
| ---------------------- | ---------------------- | ---------------------- |
| Nr.                    | Rytter                 | Placering              |
| 173                    | Tim Hansen             |                        |

| Cykling Odense ___ | Cykling Odense ___       | Cykling Odense ___ |
| ------------------ | ------------------------ | ------------------ |
| Nr.                | Rytter                   | Placering          |
| 174                | Ian Millennium           |                    |
| 175                | Alexander Visby          |                    |
| 176                | Robin Juel Skivild (DEN) | 17.                |

| Cykle Klubben Aarhus ___ | Cykle Klubben Aarhus ___  | Cykle Klubben Aarhus ___ |
| ------------------------ | ------------------------- | ------------------------ |
| Nr.                      | Rytter                    | Placering                |
| 177                      | Torben Benner Lundgaard   |                          |
| 178                      | Morten Örnhagen Jørgensen | DNS                      |
| 179                      | Anders Bruun              |                          |
| 180                      | Casper Ingerslev          |                          |
| 181                      | Peter Normann Diekema     |                          |

| Cycling Club Hillerød ___ | Cycling Club Hillerød ___ | Cycling Club Hillerød ___ |
| ------------------------- | ------------------------- | ------------------------- |
| Nr.                       | Rytter                    | Placering                 |
| 182                       | Mads Lundh                |                           |

| Rostese Giant ASD ___ | Rostese Giant ASD ___ | Rostese Giant ASD ___ |
| --------------------- | --------------------- | --------------------- |
| Nr.                   | Rytter                | Placering             |
| 183                   | Jaspar Lonsdale       |                       |

| Breakaway Cycling Club ___ | Breakaway Cycling Club ___ | Breakaway Cycling Club ___ |
| -------------------------- | -------------------------- | -------------------------- |
| Nr.                        | Rytter                     | Placering                  |
| 184                        | Jacob Degn Fryland         |                            |

| Amager Cykle Ring ___ | Amager Cykle Ring ___   | Amager Cykle Ring ___ |
| --------------------- | ----------------------- | --------------------- |
| Nr.                   | Rytter                  | Placering             |
| 185                   | Tobias Kongstad (DEN)   |                       |
| 186                   | Vitus Hovmøller Dinesen |                       |